# За земельку (новела)
«За земельку» — новела українського письменника Григорія Косинки. Етюд написано в 1920 році, в якому автор у нарисовій формі майстерно відтворив враження зі свого життя, а тема землі, традиційна в українській літературі. 

## Історія написання
Етюд вперше було видруковано в Києві в 1920 року в збірці «Гроно» — складеній літературно-мистецькою групою «Гроно». На початку 20-х років у Києві згуртувалася літературно-мистецька група «Гроно», до якої ввійшли, крім Г. Косинки та її організатора В. Поліщука, також М. Терещенко, Д. Загул, П. Филипович, М. Любченко та ін. «Гронівці» виступали за тісний зв’язок літератури з життям, за мистецтво, доступне «для якнайширшого загалу, для пролетарських мас». 
Група «Гроно» влаштовувала літературні вечірки в робітничих клубах і студентських гуртожитках, на яких молоді митці читали свої твори. Особливо великою популярністю в слухачів користувався Г. Косинка. А читав він свої новели напам’ять, як вірші. Саме на такому зібранні і зачитав Косинка, вперше свій діалоговий ескіз - «За земельку».
Загалом новела «За земельку» вражає своїм підтекстом. У невеликому за обсягом творі письменник за допомогою конкретних деталей змальовує трагедію молодої обдуреної дівчини, крах її сподівань на щасливе сімейне життя (наречена плаче-заливається, людей не бачить; мати молодої задумалась, зажурилась; звертаючись до майбутньої дружини зі словами: “Не кисни, інвалід!”, “ласкавий” молодий по-гадючому здавлює очі).

## Сюжетна лінія
Довершена простота — так лаконічно можна охарактеризувати новелу «За земельку». Її початок уже налаштовує читача на тривожний лад алогічністю ситуації: на весіллі молода гірко плаче, бо нарешті спала полуда з очей дівчини — вона дізналась про істинний мотив одруження, “на врем’я”, за земельку. Навіть природа стривожена таким нелюдським поворотом подій, вона передбачає майбутні сумні колізії: “Вечоріло. Над ставом вода парувала, сизо-жовтий туман жита криє, а болотяні міхи воду дмуть — лихо буде...”. Драматизм ситуації полягає в тому, що в основі шлюбу лежать не світлі почування, а приземлений (у прямому і переносному значенні цього слова) матеріальний інтерес.
Пейзажні деталі ще раз підкреслюють нетиповість, жорстокість весілля: “Лихо буде”, — бубонить бубон на весь куток та до скрипки прислухається.
За земельку — долі не буде, — плаче-тужить скрипка з цимбалами і змішує цей плач з п’яними піснями весільними...” Ключовими тут є фрази “лихо буде”, “долі не буде”. І гнучкий клен, і бубон, і скрипка, і цимбали віщують горе молодій дівчині Палазі, але і співчувають їй, бо розуміють нещастя нареченої, яка, здається, зайва на власному весіллі. Свати заливають багатообіцяючий шлюб самогоном і в п’яному тумані не хочуть помічати сліз дівчини, яка під час гуляння вже “вмерла, зотліла”.

## Стилістичні особливості
Уже в ранніх творах Косинки дослідники відокремили головну особливість - його тяглоість до імпресіонізму. Характерним для імпресіоністичної поетики Григорія Косинки є використання алогічних, фрагментарних,  обірваних, майже не пов’язаних між собою реплік дійових осіб. А більшість тем, діалогів та подій він черпав зі свого життя, тому всі ці твори мають риси автобіографічності.
У цьому творі Косинка залишається вірним імпресіоністичній манері письма: він з безлічі життєвих реалій вихоплює мить і пильно досліджує її у найдрібніших деталях і виявах. Письменник майстерним поєднанням інтонацій — ліричних, іронічних, гнівних, розпачливих — акцентує увагу на втраті гуманістичних цінностей, християнських заповідей: “...сватаємо дівчат на врем’я, за земельку, плюємо дурням кислооким, що про гріх лементують...”.

## Образи
- Панчук-сват — сільський музика;

## Критика
На особливості ранніх творів Григорія Косинки ще в 1924 році вказував Максим Рильський, зазначивши, зокрема, що художня манера письменника «стрімка, похаплива, бадьора і до певної міри фотографічно-імпресіоністична». Для окремих з них характерний лірико-імпресіоністичний стиль, або, як називає його В. Фащенко, «штрихова стилістика». Така манера письма й визначила побудову ранніх творів. Композиція їх «фрагментарна, асоціативна. Сюжетний рух має пульсуючий, стрибкоподібний характер, що відповідає блискавичній зміні настроїв оповідача або персонажа». В окремих творах важко визначити зав'язку, розвиток дії, навіть кульмінацію — ті необхідні компоненти традиційного оповідання, які характерні для пізніших новел. Деякі з цих компонентів, власне, і відсутні, їх функції часто виконує глибокий підтекст, що дає можливість читачеві з’єднати хаотично розпорошені епізоди й ситуації, які автор змальовує кількома мазками, та самому домислити дію. Тому велике смислове навантаження в косинчиній новелі несуть економна фраза, короткі, уривчаті, емоційно забарвлені діалоги.

## Бібліографічний опис

### Перше видання
- 1920 року збірка «Гроно» — книжечка-зібрання, складена літературно-мистецькою групою «Гроно» (Київ). Оригінал друкованого документу зберігається в ЦНБ АН України. Рукописний відділ, ф.54, №3, №4, ф.248, №9.

### Публікації
Надалі вже новела публікувалася в авторських збірках.
- Косинка Г. В житах: оповідання / Г. Косинка. — Харків: Держ. вид-во України, 1926. — 188, [4] с. — (Бібліотека українських письменників).;

- Косинка Г. Вибрані оповідання / Г. Косинка. — Вид. 2-ге. — Київ; Харків: Держ. вид-во України, 1929,—-228 с.;

Потім тривалий час творчість Косинки замовчувалася, лише з середини ХХ століття він повернувся до читача, а за ним і новела «На бураки».
- Косинка Г.  Твори / Г. Косинка. — Київ: Молодь, 1972. — 222 с., [4] арк іл. — (Шкільна бібліотека). Вибрані твори. — Харків : Ранок, 2009. — 334, [1] с. — (Серія "Українські класики" : у 12 т.; т. 5);

- Косинка Г. Гармонія: новели / Г. Косинка. — Киш: Дніпро, 1981. — 222 с.;

- Косинка Г. Гармонія: оповідання, публіцистика, спогади про Григорія Косинку / Г. Косинка. — Київ : Дніпро, 1988. — 604, [1] с., [13] арк іл.;

- Косинка Г. Заквітчаний сон: оповідання, спогади про Г. Косинку / Г. Косинка. — Київ : Веселка, 1990. — 285, [2] с. [4] арк іл., портр.;

- Косинка Г. Вибрані твори / Г. Косинка. — Київ : ЛДЛ, 2002. — 190, [1] с.: портр.;

- Косинка Г. В житах : [оповідання] / Г. Косинка. — Київ : Школа, 2007. — 300, [2] с. — (Бібліотека шкільної класики).;

- Косинка Г. Вечірні тіні: оповідання / Г. Косинка. — Харків : Важпромавтоматика, 2007. — 320 с.: портр. — (Серія "Грамота").

## Цікаві факти
- Етюд-оповідання «За земельку» був виданий у колективній збірочці творчого гурту «Гронівців»
- «За земельку» - один із небагатьох етюдів, в якому автиор відобразив урбаністичні нюанси тогочасся: один із епізодів життя тогочасного міста.